# Friendly lab
『Friendly lab』（フレンドリーラボ）は、Tennenoujiより2022年4月1日から配信されたスマートフォン向けボーイズラブADV。

## 概要
本作は二人の被験者である「ニシくん」・「ヒガシくん」に対しプレイヤーが実験者となり様々な干渉を行うことにより進展するビジュアルノベルゲームとなっている。被験者の盗撮・食事・物品の譲渡などによる干渉の他、被験者に対し質問を行う・培養室で生き物を培養する・蘇生実験を行うなどの選択肢もある。

## 登場人物
ニシくん
ヒガシくん

## スタッフ
- 企画・原画 - 由良
- シナリオ - 斉藤伊里
- OPムービー制作 - 映像監督　松根マサト